# Confarreatio
Confarreatio (lat.) byla nejstarší forma římského sňatku. Šlo o náboženský akt: spočívala v obětování koláče ze špaldy (panis farreus), při kterém byli kromě snoubenců přítomni také pontifex maximus, flamen dialis a 10 svědků a při kterém snoubenci pronesli předem stanovená obřadná slova. Jejím účinkem bylo conventio in manum, tj. vznik přísného manželství s úplným podrobením ženy manželově moci. Confarreatio mohli podstoupit pouze patriciové. Už na sklonku republiky se používala jen tehdy, když se mělo vyhovět předpisům, podle nichž úřad nejvyšších obětních kněží mohl zastávat jen ten, kdo pocházel z manželství uzavřeného per Confarreationem a také v takovém manželství sám žil. Za Augusta a Tiberia confarreatio pozbyla svých občanských účinků, za křesťanských císařů se už vůbec nevyskytuje.